# Triodopsis vulgata
Triodopsis vulgata är en snäckart som beskrevs av Henry Augustus Pilsbry 1940. Triodopsis vulgata ingår i släktet Triodopsis och familjen Polygyridae. Inga underarter finns listade i Catalogue of Life.